# Сріблясті водоспади
Срібля́сті водоспа́ди (інша назва — Шешорський Гук, Шешорські водоспади) — каскад водоспадів на річці Пістинці (права притока Пруту), у Косівському районі Івано-Франківської області, в межах села Шешори. Гідрологічна пам'ятка природи місцевого значення.

## Опис
Статус надано рішенням Івано-Франківського Облвиконкому № 265 від 7.07.1972 року. Площа - 0,5 га. Перебуває у віданні Шешорської сільської ради.
Висота падіння води 4—5 м, кількість каскадів — 3. 
Річка Пістинька тягнеться на 56 км (34,8 милі). Упродовж 9 км вона протікає через село Шешори. В межах села Пістинька перетинає потужну скельну товщу, утворюючи каскад водоспадів. Серед Шешорських водоспадів найгучнішими є Великий Гук та Малий Гук. Нижче Гуків на річці утворилося плесо, яке місцеві мешканці називають «Синіплясо» (певно дається взнаки польський вплив). Особливо мальовничими Сріблясті водоспади бувають узимку в морозну пору — тоді потоки води обмерзають крижаними «наростами» чудернацьких форм. 
Пістинька вище водоспадів мілководна та з численними перекатами, тому влітку в жарку погоду вода в ній добре прогрівається. Нижче кожного уступу річка утворює доволі глибокі й великі заглибини, свого роду «басейни», в яких можна пірнати і плавати. Завдяки цьому береги Сріблястих водоспадів стають людним місце відпочинку.

## Світлини та відео

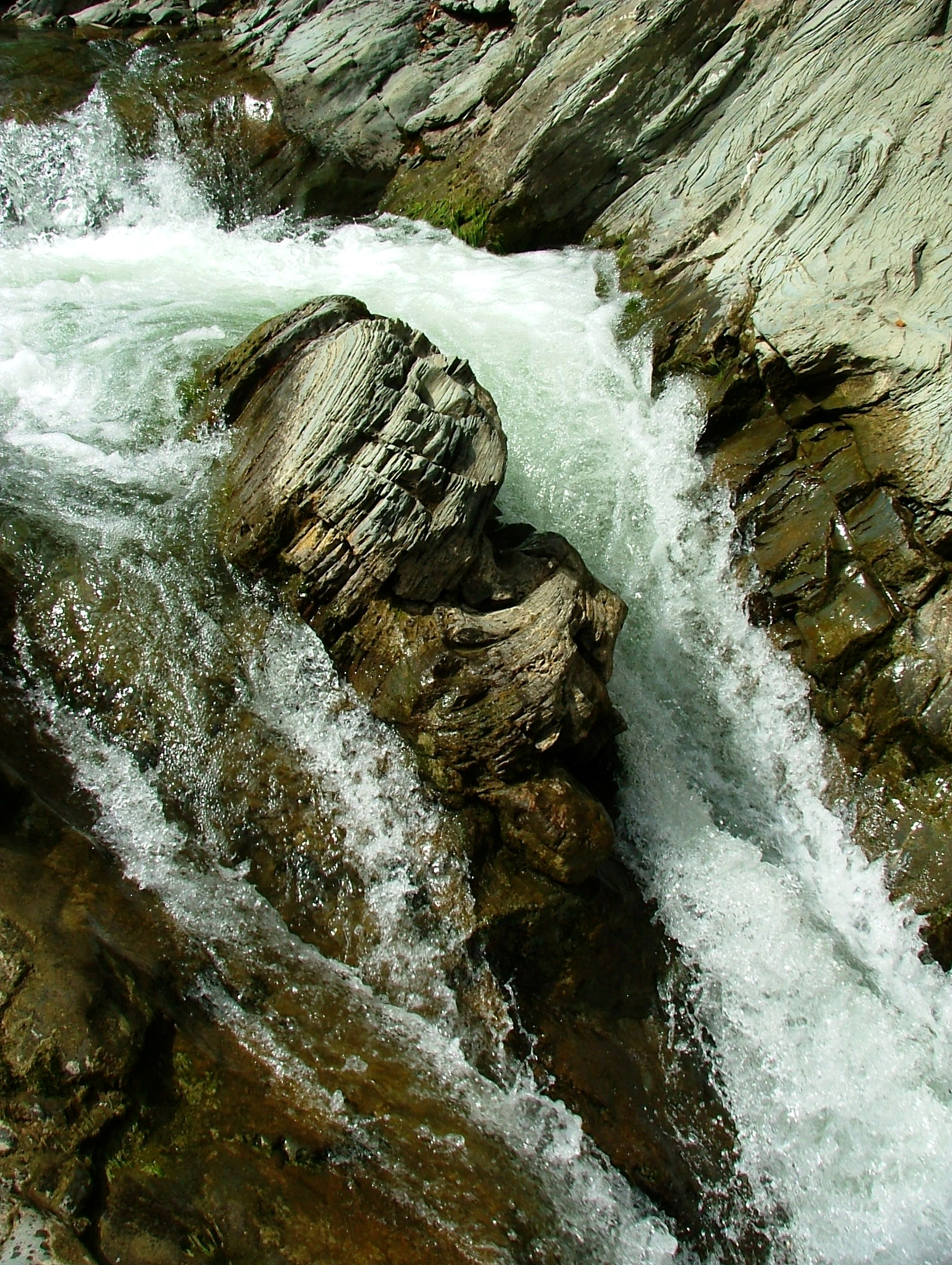
Великий Гук
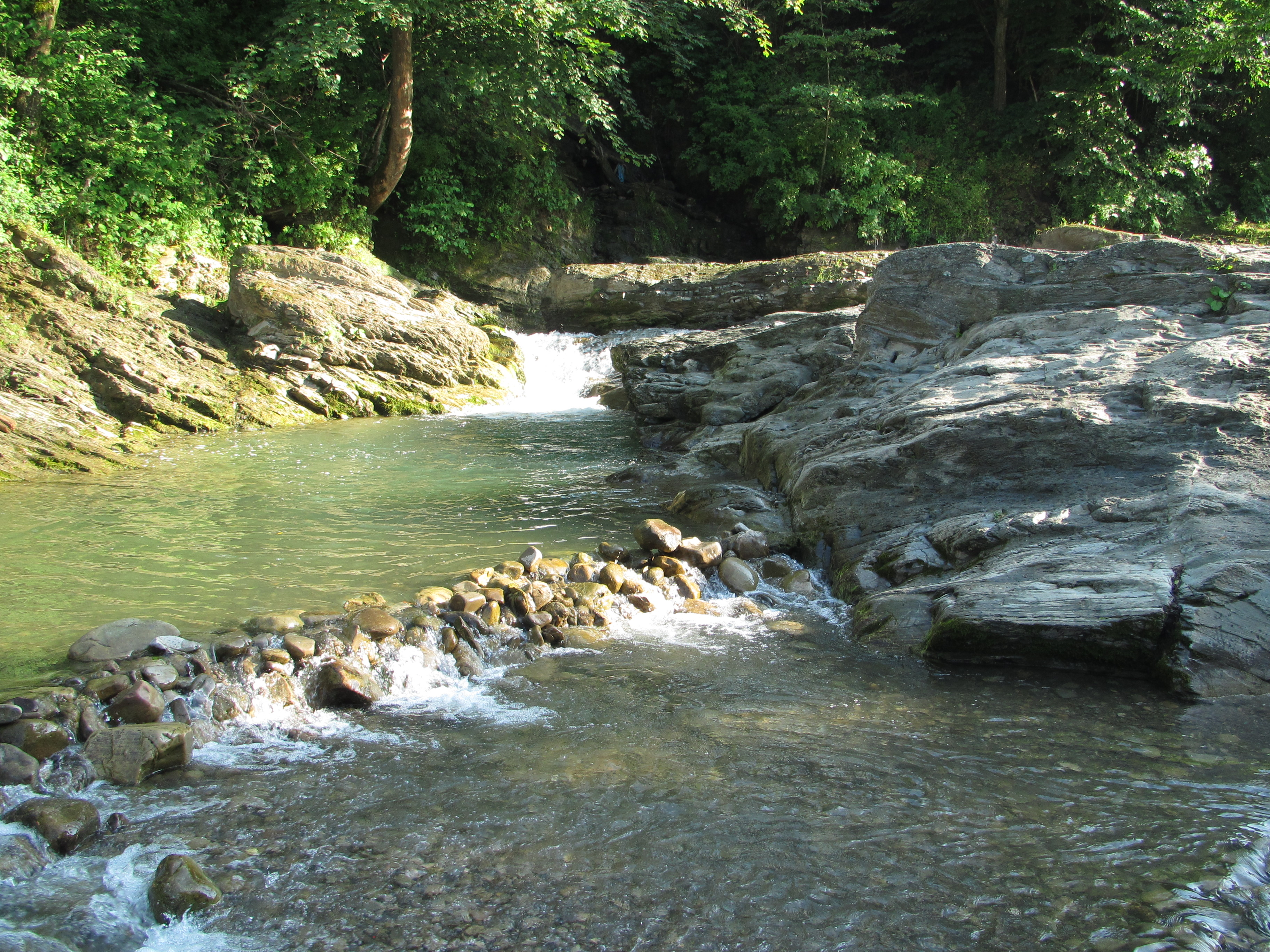
Малий Гук
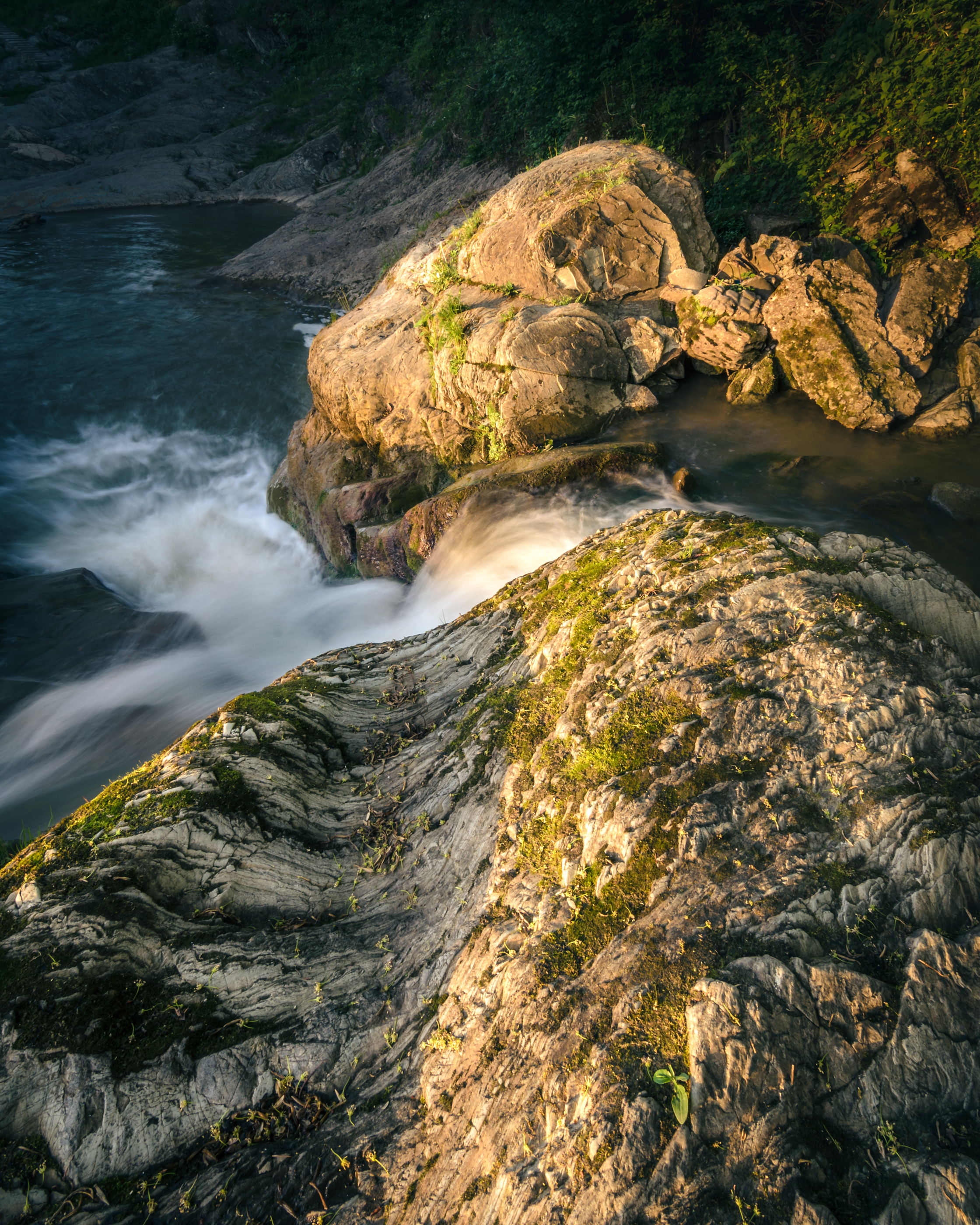
Сріблясті водоспади
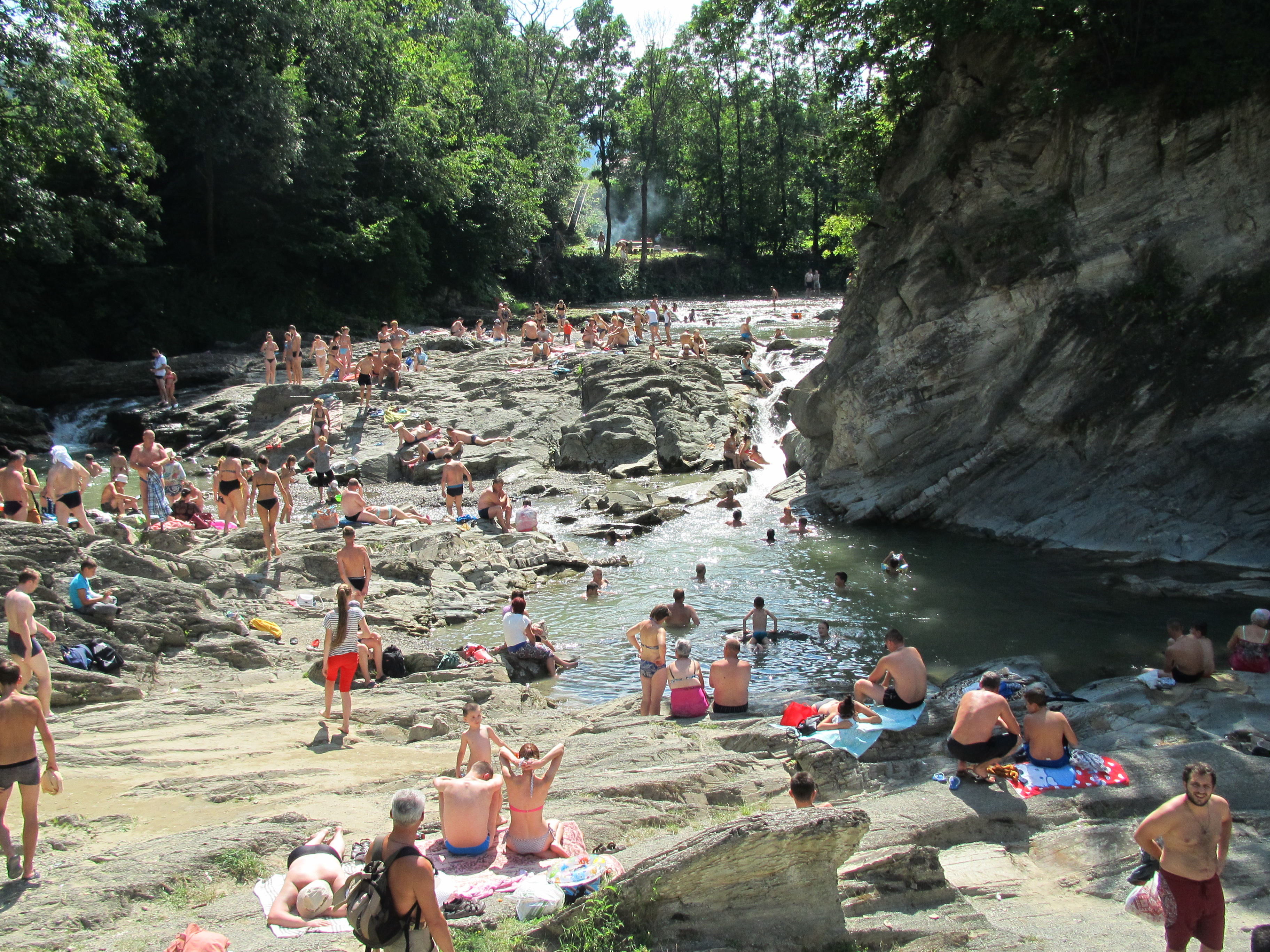
«Синіплясо»
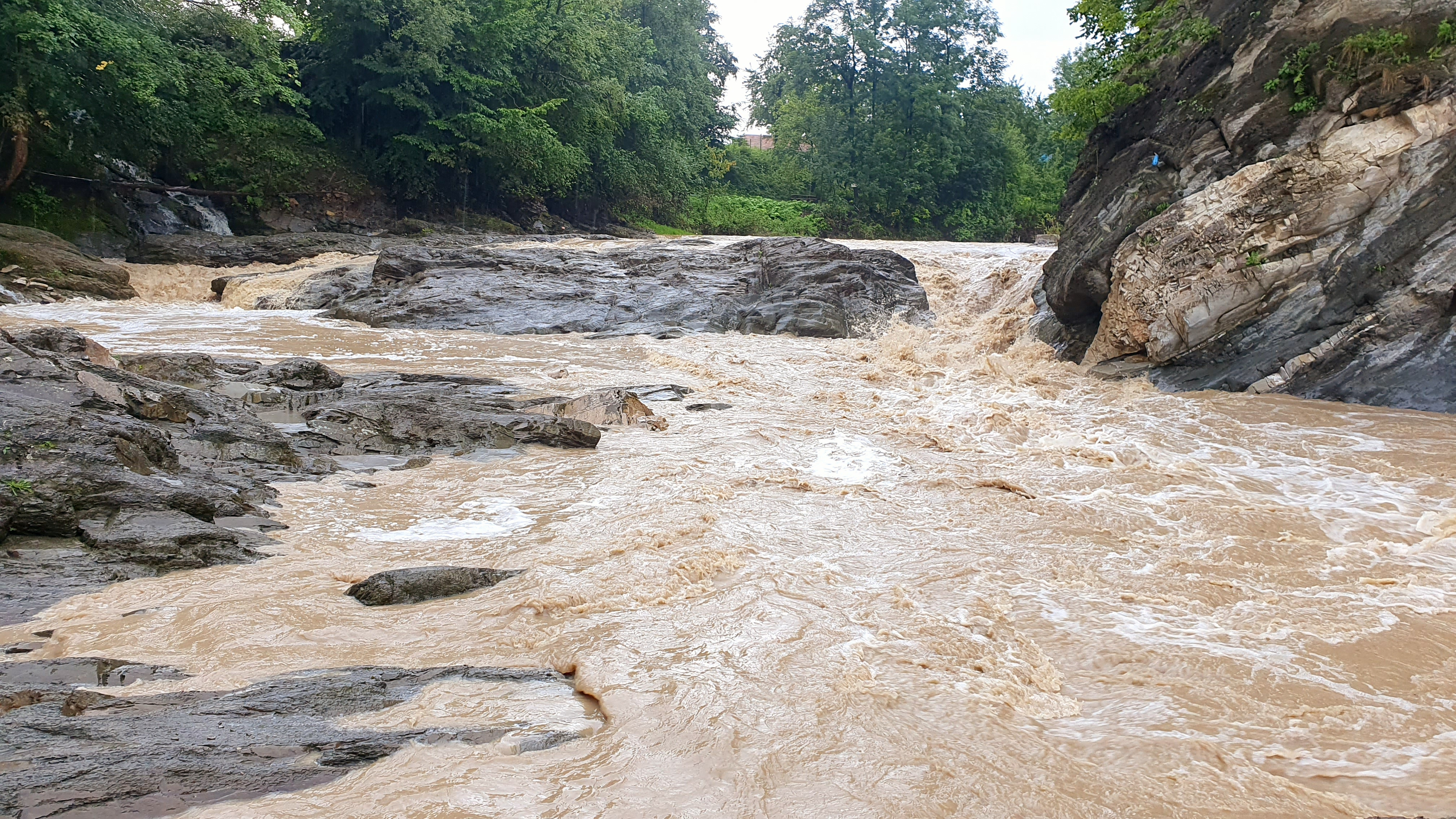
Малий Гук після дощу
- Відео водоспадів
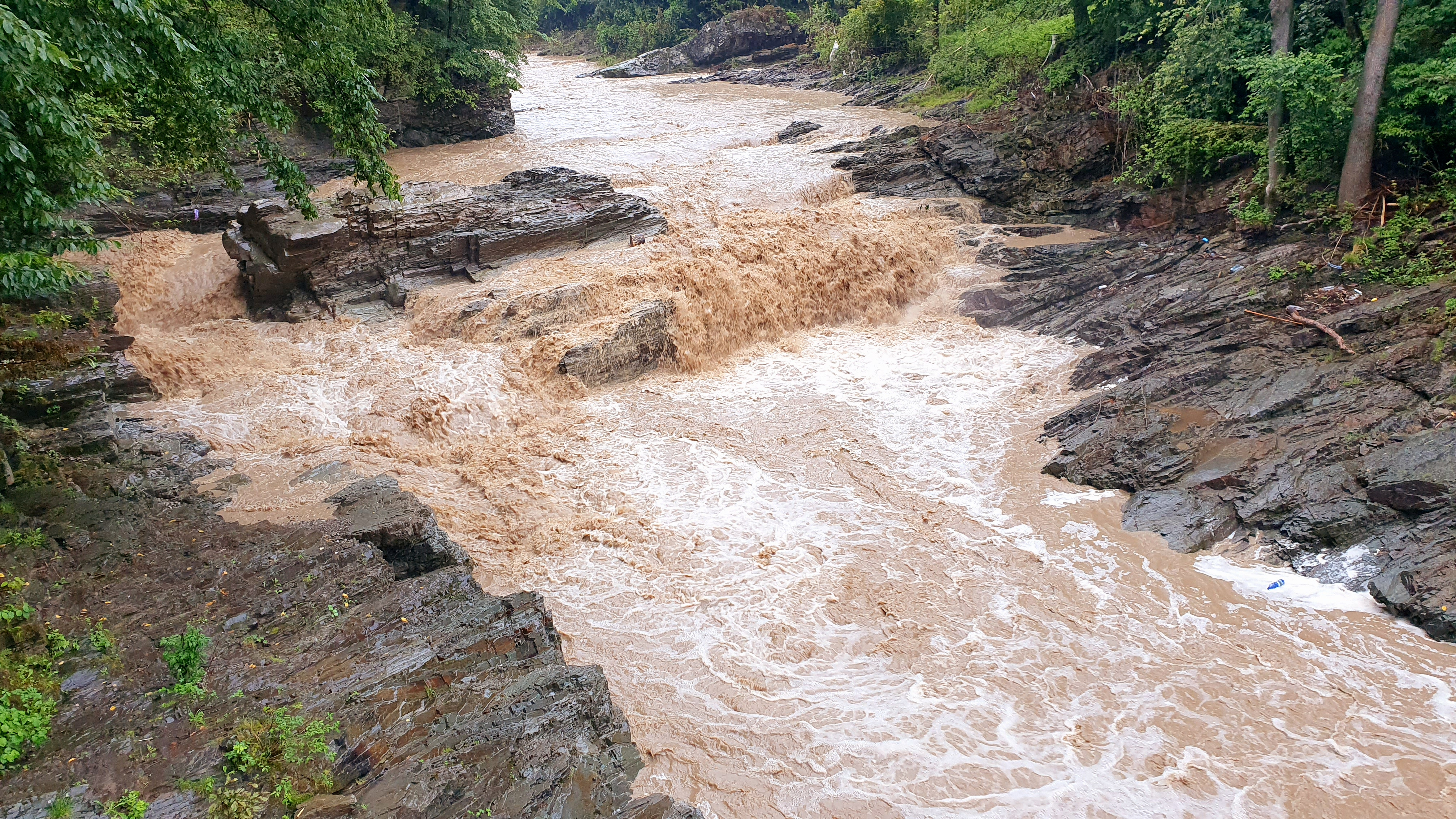
Великий Гук після дощу